# Episodi di Joey (prima stagione)
La prima stagione della serie televisiva Joey, composta da 24 episodi, è andata in onda negli Stati Uniti d'America sulla NBC dal 9 settembre 2004 al 12 maggio 2005.
In Italia è stata trasmessa da Rai 2 dal 5 giugno 2006 al 6 luglio 2006.
| nº | Titolo originale                      | Titolo italiano                         | Prima TV USA      | Prima TV Italia |
| -- | ------------------------------------- | --------------------------------------- | ----------------- | --------------- |
| 1  | Pilot                                 | Il trasloco                             | 9 settembre 2004  | 5 giugno 2006   |
| 2  | Joey and the Student                  | Consigli preziosi                       | 16 settembre 2004 | 6 giugno 2006   |
| 3  | Joey and the Party                    | Joey cerca amici                        | 23 settembre 2004 | 7 giugno 2006   |
| 4  | Joey and the Book Club                | Il club del libro                       | 30 settembre 2004 | 8 giugno 2006   |
| 5  | Joey and the Perfect Storm            | Il plurisostituto                       | 7 ottobre 2004    | 9 giugno 2006   |
| 6  | Joey and the Nemesis                  | Cuore di mamma                          | 14 ottobre 2004   | 12 giugno 2006  |
| 7  | Joey and the Husband                  | Ma quale gelosia?                       | 21 ottobre 2004   | 13 giugno 2006  |
| 8  | Joey and the Dream Girl (I e II Part) | La ragazza dei miei sogni (1 e 2 parte) | 4 novembre 2004   | 14 giugno 2006  |
| 9  | Joey and the Dream Girl (I e II Part) | La ragazza dei miei sogni (1 e 2 parte) | 11 novembre 2004  | 15 giugno 2006  |
| 10 | Joey and the Big Audition             | Conoscenze importanti                   | 18 novembre 2004  | 16 giugno 2006  |
| 11 | Joey and the Road Trip                | Concorso di bellezza                    | 2 dicembre 2004   | 19 giugno 2006  |
| 12 | Joey and the Plot Twist               | Finale a sorpresa                       | 9 dicembre 2004   | 20 giugno 2006  |
| 13 | Joey and the Taste Test               | Il test del gusto                       | 6 gennaio 2005    | 21 giugno 2006  |
| 14 | Joey and the Premiere                 | La sera della prima                     | 13 gennaio 2005   | 22 giugno 2006  |
| 15 | Joey and the Assistant                | Un segretario per Joey                  | 20 gennaio 2005   | 23 giugno 2006  |
| 16 | Joey and the Tonight Show             | L'ingorgo                               | 3 febbraio 2005   | 26 giugno 2006  |
| 17 | Joey and the Valentine's Date         | Un articolo pericoloso                  | 10 febbraio 2005  | 27 giugno 2006  |
| 18 | Joey and the Wrong Name               | Il nome sbagliato                       | 17 febbraio 2005  | 29 giugno 2006  |
| 19 | Joey and the Fancy Sister             | La sorella prediletta                   | 24 febbraio 2005  | 30 giugno 2006  |
| 20 | Joey and the Neighbor                 | La fotografia                           | 24 marzo 2005     | 3 luglio 2006   |
| 21 | Joey and the Spying                   | La spia                                 | 21 aprile 2005    | 4 luglio 2006   |
| 22 | Joey and the Temptation               | Volere è potere                         | 5 maggio 2005     | 5 luglio 2006   |
| 23 | Joey and the Breakup                  | Fine di un amore (1 e 2 parte)          | 12 maggio 2005    | 6 luglio 2006   |
| 24 | Joey and the Moving In                | Fine di un amore (1 e 2 parte)          | 12 maggio 2005    | 6 luglio 2006   |

## Il trasloco
- Titolo originale: Pilot
- Diretto da: Kevin S. Bright
- Scritto da: Shana Goldberg-Meehan e Scott Silveri

### Trama
Joey Tribbiani, attore statunitense noto soprattutto per aver interpretato la parte del dottore protagonista ne "I giorni della nostra vita", si reca a Los Angeles con l'intento di sfondare nel mondo del cinema. La sorella Gina, la "parrucchiera delle stelle", si preoccupa di trovargli un appartamento nella metropoli. Qui Joey rincontrerà Michael, suo nipote, ormai ventenne, stufo di vivere con la madre, e lo aiuterà a convincere Gina a permettergli di trasferirsi presso la sua nuova abitazione.
- Ascolti USA: telespettatori 18 550 000[1]

## Consigli preziosi
- Titolo originale: Joey and the Student
- Diretto da: Kevin S. Bright
- Scritto da: Shana Goldberg-Meehan e Scott Silveri

### Trama
Joey svela a suo nipote Michael dei trucchetti per scegliere la giusta ragazza da conquistare. Gina però, non si dà per vinta, e continua ad essere una madre molto protettiva. Joey farà la sua prima nuova conoscenza: Alex, moglie dell'amministratore condominiale, una ragazza molto precisa che ama la tranquillità ed il rispetto delle regole. Sarà Joey a scoprire che è proprio lei a lasciare tra la posta delle fastidiose lettere che minacciano le sue vecchie abitudini.
- Ascolti USA: telespettatori 15 370 000[2]

## Joey cerca amici
- Titolo originale: Joey and the Party
- Diretto da: Kevin S. Bright
- Scritto da: Robert Carlock

### Trama
Joey si annoia nel nuovo condominio e decide di fare nuove amicizie. Gina gli suggerisce di organizzare una festa di vicinato alla quale inviterà anche Jake, il suo dirimpettaio. Michael invita alcuni suoi amici tra i quali anche Set, il più sfortunato, da poco fidanzato con Molly. Alex si offre quindi come sua accompagnatrice per la festa. La sera della festa Joey ha l'occasione di incontrare Howard, un altro vicino in cerca di amici, ma anche di scoprire che la sorella Gina ha un debole per Jake. Michael, con l'aiuto di Alex, riuscirà a scoprire che i suoi due ospiti sono una finta coppia e Joey scoprirà che Jake tentava solo di portare Gina a letto.
- Guest star: Jayma Mays (Molly), Simon Helberg (Seth)
- Ascolti USA: telespettatori 14 870 000[3]

## Il club del libro
- Titolo originale: Joey and the Book Club
- Diretto da: Andrew D. Weyman
- Scritto da: John Quantance

### Trama
Michael organizza il consolidato appuntamento settimanale del "Club del libro", al quale partecipano ragazze alquanto attraenti, e Joey non si lascia sfuggire l'occasione. Nel frattempo anche Michael approfitta per abolire la regola degli "anti-appuntamenti" per fare colpo su una delle sue amiche, ma quando scopre che questa si è invaghita dello zio decide di raccontare a tutti il suo unico vero intento. Scoprirà quindi che nessun membro del club legge davvero i libri da lui scelti e lascerà il gruppo.
- Ascolti USA: telespettatori 13 590 000[4]

## Il plurisostituto
- Titolo originale: Joey and the Perfect Storm
- Diretto da: David Schwimmer
- Scritto da: Vanessa McCarthy

### Trama
Joey accetta contemporaneamente il ruolo di sostituto per tre diverse compagnie teatrali le quali, sfortunatamente, vanno in scena nella stessa serata. Alex sta riaffittando l'appartamento antistante quello di Joey, il quale farà di tutto per nasconderlo a Gina per garantire a Michael la sua intimità.
- Ascolti USA: telespettatori 12 830 000[5]

## Cuore di mamma
- Titolo originale: Joey and the Nemesis
- Diretto da: Kevin S. Bright
- Scritto da: Sherry Bilsing-Graham e Ellen Plummer

### Trama
Joey incontra un collega ad una audizione, un tale Brian Michael David Scott, il quale approfitta di lui fingendosi suo amico per ottenere le parti. Gina nel frattempo presenterà a Michael il suo nuovo fidanzato, Roger, senza confessare alla madre la sua intenzione di allontanarla. Joey però cercherà di spiegare al nipote che è troppo egoista cercare di far affezionare la madre ad una persona come Roger piuttosto che difenderla da lui.
- Guest star: Bob Odenkirk (Brian Michael David Scott)
- Ascolti USA: telespettatori 13 370 000[6]

## Ma quale gelosia?
- Titolo originale: Joey and the Husband
- Diretto da: Gail Mancuso
- Scritto da: Brian Kelley

### Trama
Gina ha problemi al lavoro e le piacerebbe aprire un salone tutto per sé. Joey, spinto da Michael, decide di prestarle il denaro. Dopo aver visto vari saloni, però, Gina cambia idea: non vuole mettersi in proprio perché lavorerebbe di più. Decide però di licenziarsi lo stesso. Nel frattempo ritorna dalla tournée Eric, il marito di Alex, il quale è geloso del rapporto di Joey con sua moglie. Per caso si incontrano in piscina e dopo l'ennesima figuraccia di Joey, Eric capisce che non ha nulla di cui preoccuparsi. Così Joey decide di farlo venire a casa sua per dimostrargli quanto è sexy, ma Eric capisce solo che potrebbe essere gay. Parlandone con Alex, quest'ultima gli dice che secondo suo marito lui è tonto, mentre lei lo reputa una persona dolce e affettuosa.
- Ascolti USA: telespettatori 11 690 000[7]

## La ragazza dei miei sogni (1ª parte)
- Titolo originale: Joey and the Dream Girl (Part I)
- Diretto da: Gary Halvorson
- Scritto da: Brian Buckner

### Trama
In città arriva Donna, una compagna di scuola di Gina, di cui Joey era innamorato. Fresca di divorzio i due iniziano una relazione, ma non dicono niente a Gina. Quando però lo viene a sapere Gina si arrabbia, ma Joey le promette che non farà sciocchezze. Dopo un po' di giorni, però, Donna confida a Gina che suo marito le ha chiesto di tornare insieme. Nel frattempo Michael trova delle videocassette dove scopre che da piccolo era bravo a baseball. Decide di riprovarci ma con scarsi risultati.
- Ascolti USA: telespettatori 12 560 000[8]

## La ragazza dei miei sogni (2ª parte)
- Titolo originale: Joey and the Dream Girl (Part II)
- Diretto da: Gary Halvorson
- Scritto da: Robert Carlock

### Trama
Gina dice a Joey del segreto di Donna e quando va a parlarle decidono di provare a stare insieme per una settimana. Così Joey organizza una vacanza a Santa Barbara per convincerla a farsi scegliere. Nel frattempo Ron, il marito di Donna, arriva a casa di Joey, ma Joey gli dice che Donna è partita e l'ha lasciato. Arrivati a Santa Barbara, però, Joey dice a Donna che Ron era venuto a cercarla. Tornati a casa, Donna e Ron fanno pace, grazie anche a Joey.
- Ascolti USA: telespettatori 11 690 000[9]

## Conoscenze importanti
- Titolo originale: Joey and the Big Audition
- Diretto da: Sheldon Epps
- Scritto da: John Quaintance

### Trama
Joey è preoccupato per la piega che ha la sua carriera. Va da Bobby, la sua manager, la quale gli dice di crearsi amicizie importanti per essere ammesso ai provini. Ad un festa organizzata da Alex, infatti, incontra un produttore, ex studente della Northwestern e Joey si finge di esserlo stato anche lui. L'indomani, infatti, Bobby gli comunica che è stato ammesso ad un'audizione. Al provino conosce Kathy, un'attrice molto attraente ed ex studente del college avversario. Nel frattempo scopre di esser stato candidato per il ruolo di un padre anziano e la figlia è proprio Kathy, infatti il provino andrà male. Ci penserà Gina a fargli assegnare il ruolo.
- Ascolti USA: telespettatori 11 920 000[10]

## Concorso di bellezza
- Titolo originale: Joey and the Road Trip
- Diretto da: Kevin S. Bright
- Scritto da: Vanessa McCarthy

### Trama
Bobby comunica a Joey di essere stato scelto come giudice per un concorso di bellezza a Las Vegas. Con lui partono Gina, Michael e Alex, alla quale Joey regala dei biglietti per il concerto di Céline Dion. Arrivati al casinò, Michael confessa che lui e i suoi amici vanno spesso lì, ma siccome usano un sistema di calcolo ha paura di essere scoperto. Durante la serata Joey flirta con una ragazza, scoprendo poi che è una concorrente e quindi di aver violato il regolamento del concorso. Viene infatti convocata una riunione straordinaria della giuria, dalla quale pensa che sarà allontanato, ma scopre che il giurato incriminato non è lui. In seguito Gina, Michael e Joey vengono smascherati dalla sicurezza del casinò ed espulsi da tutte le sale gioco dello Stato.
- Guest star: Steve Schirripa (sicurezza), Bob Saget (sé stesso)
- Ascolti USA: telespettatori 11 440 000[11]

## Finale a sorpresa
- Titolo originale: Joey and the Plot Twist
- Diretto da: Kevin S. Bright
- Scritto da: Jon Pollack (soggetto); Craig DeGregorio (sceneggiatura)

### Trama
Joey entra come membro di un cast per una serie TV. Durante la conferenza stampa, però, rivela i colpi scena e per punizione gli viene assegnato un ruolo minore che alla fine muore. Alex, Gina e Michael, per tirarlo su di morale, decidono di decorare casa con gli addobbi di Natale. Finito di girare la scena, la produttrice gli comunica che era tutto organizzato per non fargli rivelare più i colpi di scena e che il suo personaggio continua a comparire nella serie.
- Guest star: Lucy Liu (Lauren)
- Ascolti USA: telespettatori 10 200 000[12]

## Il test del gusto
- Titolo originale: Joey and the Taste Test
- Diretto da: David Schwimmer
- Scritto da: Shana Goldberg-Meehan e Scott Silveri

### Trama
La produttrice dice a Joey di non volere che due attori stiano insieme. Così Joey e Kathy pensano di stare insieme di nascosto. Sfortunatamente la telecamera vicina a loro è accesa e la produttrice vede tutto. Dopo aver detto a Joey quello che ha visto, Kathy non vuole più recitare con Joey e quest'ultimo rischia di perdere la parte. Ci penserà Bobby a sistemare il tutto. Nel frattempo a casa di Joey, Alex assaggia le lasagne di Gina e chiede di insegnarle come si cucinano. Decidono, poi, di fare un test per vedere quali sono le migliori. Vince Alex, anche se inizialmente Gina non accetta il verdetto.
- Guest star: Lucy Liu (Lauren)
- Ascolti USA: telespettatori 12 510 000[13]

## La sera della prima
- Titolo originale: Joey and the Premiere
- Diretto da: Kevin S. Bright
- Scritto da: Matt Hubbard

### Trama
Joey deve andare ad una prima della serie e vorrebbe portare Gina, Michael e Alex, ma può portare solo una persona e non riuscendo ad avere altri biglietti chiede agli altri invitati se possono fare da accompagnatori per Gina e Alex. Durante la serata si scopre, però, che l'accompagnatore di Gina è l'ex della produttrice e quella di Alex è lesbica. Michael, invece, è indeciso se corteggiare una ragazza o parlare con il suo attore preferito. Joey e la produttrice si baciano, ma pensano di non poter avere una relazione poiché lavorano insieme.
- Guest star: Lucy Liu (Lauren), Brent Spiner (sé stesso), Fiona Gubelmann (ragazza)
- Ascolti USA: telespettatori 12 260 000[14]

## Un segretario per Joey
- Titolo originale: Joey and the Assistant
- Diretto da: Andrew D. Weyman
- Scritto da: John Quintance e Brian Kelley

### Trama
Joey viene convinto da Bobbie a cercare un segretario che si occupi dei suoi impegni. Assume quindi Glen, che sembra essere il segretario perfetto, ma presto anche Gina gli mette gli occhi addosso diventando la sua ragazza. A questo punto l'assistente di Joey si ritrova ad essere conteso tra i due fratelli. Michael affronta una mediazione legale per rivendicare la paternità congiunta di una sua invenzione contro l'ex collaboratore Set Tobin.
- Guest star: Simon Helberg (Seth Tobin)
- Ascolti USA: telespettatori 12 550 000[15]

## L'ingorgo
- Titolo originale: Joey and the Tonight Show
- Diretto da: Andrew D. Weyman
- Scritto da: Doty Abrams

### Trama
Joey viene invitato al The Tonight Show di Jay Leno, ma rimane bloccato sulla superstrada rischiando di perdere l'invito e di essere sostituito come ospite.
- Ascolti USA: telespettatori 9 960 000[16]

## Un articolo pericoloso
- Titolo originale: Joey and the Valentine's Date
- Diretto da: Andrew D. Weyman
- Scritto da: Brian Kelley (soggetto); Robert Carlock (sceneggiatura)

### Trama
Mentre viene intervistato per un articolo su una rivista, Joey invita a cena l'intervistatrice per il giorno seguente senza pensare che è San Valentino. Da quel momento l'intervistatrice pensa che la storia tra lei e Joey sia una cosa seria, ma lui nel frattempo cerca un modo per scaricarla, senza che l'articolo venga modificato negativamente.
- Ascolti USA: telespettatori 11 400 000[17]

## Il nome sbagliato
- Titolo originale: Joey and the Wrong Name
- Diretto da: Kevin S. Bright
- Scritto da: Sherry Bilsing-Graham e Ellen Plummer (soggetto); Matt Hubbard (sceneggiatura)

### Trama
Joey deve annunciare la vincitrice come miglior attrice alla premiazione del proprio network, ma inavvertitamente premia Mariska Cechritapovich, sentendosi quindi terribilmente in colpa nei riguardi di Kimberly Evans, la reale vincitrice. Nel frattempo Michael scopre che tutti gli esercizi ginnici che gli ha insegnato sua madre sono sbagliati e che quindi non è forte quanto credeva.
- Ascolti USA: telespettatori 9 840 000[18]

## La sorella prediletta
- Titolo originale: Joey and the Fancy Sister
- Diretto da: Gary Halvorson
- Scritto da: Robert Carlock e Brian Buckner

### Trama
Joey ospita la sorella Mary Theresa per il weekend, ma Gina non la sopporta perché si vanta sempre di tutto quello che ha, ma ben presto Michael scopre che il suo nuovo anello di fidanzamento è un gioiello finto. Lasciato il fidanzato, decide di rimanere da Joey, ma ben presto nessuno la sopporta e decidono di cercare un modo per mandarla via. Nel frattempo Michael viene corteggiato da Joelle, la commessa del negozio di pesci tropicali, ma non riesce a capirlo e quindi continua a mandare a rotoli tutte le sue chance.
- Guest star: Christina Ricci (Mary Theresa)
- Ascolti USA: telespettatori 9 960 000[19]

## La fotografia
- Titolo originale: Joey and the Neighbor
- Diretto da: Gary Halvorson
- Scritto da: Nicholas Darrow (soggetto); Vanessa McCarthy (sceneggiatura)

### Trama
Joey ottiene un appuntamento con la sua vicina Sarah che fa la fotografa con cui inizia una relazione aperta. Alex è entusiasta del ritorno del marito Eric, ma le cose tra i due non vanno per il verso giusto.
- Ascolti USA: telespettatori 8 760 000[20]

## La spia
- Titolo originale: Joey and the Spying
- Diretto da: Kevin S. Bright
- Scritto da: Tracy Reilly (soggetto); Brian Buckner (sceneggiatura)

### Trama
Alex ed Eric decidono di prendersi un periodo di riflessione, quindi lui si trasferisce nell'appartamento vicino, ma lei continua a spiarlo. Gina decide di rompere con Glen, mentre Joey è geloso degli altri uomini con cui esce Sarah. Joey scopre che Eric tradisce Alex.
- Ascolti USA: telespettatori 7 510 000[21]

## Volere è potere
- Titolo originale: Joey and the Temptation
- Diretto da: Sheldon Epps
- Scritto da: Craig DeGregorio (soggetto); Sherry Bilsing-Graham e Ellen Plummer (sceneggiatura)

### Trama
Joey e Sarah decidono di avere una relazione esclusiva, ma il dover girare una scena di sesso con Carmen Electra rende difficile l'impresa per Joey. Alex viene a sapere del tradimento di Eric e Gina la spinge a vendicarsi e ad arrabbiarsi con lui, anziché perdonarlo.
- Guest star: Carmen Electra (sé stessa)
- Ascolti USA: telespettatori 7 460 000[22]

## Fine di un amore (1ª parte)
- Titolo originale: Joey and the Breakup
- Diretto da: Andrew D. Weyman
- Scritto da: John Quintance (soggetto); Nicholas Darrow (sceneggiatura)

### Trama
Joey chiede a Bobbie di trovare un nuovo lavoro a Sarah, ma il lavoro che le viene offerto è a Washington. In un primo momento i due decidono di rompere, ma Joey non si rassegna e cerca di convincerla a restare, finendo col chiederle di traslocare da lui. Michael presenta Gina alla sua ragazza Lorainne, ma la madre non la approva visto che ha 45 anni. Nel frattempo Gina fa di tutto per far sorridere Alex, depressa per la rottura con il marito.
- Ascolti USA: telespettatori 8 560 000[23]

## Fine di un amore (2ª parte)
- Titolo originale: Joey and the Moving In
- Diretto da: Kevin S. Bright
- Scritto da: Scott Silveri e Shana Goldberg-Meehan

### Trama
Joey e Sarah si preparano per andare a vivere insieme, ma Joey è spaventato dalla rapida evoluzione del loro rapporto. Sarah nota l'esitazione di Joey e presa anche lei dai dubbi decide di lasciarlo. Inoltre Joey scopre che un personaggio della sua serie, scelto tramite una votazione online, sarà eliminato. Michael chiede a Bobbie i biglietti per la prima di Guerre stellari per lui e il suo amico Seth, ma la manager di Joey inganna Michael e si presenta lei al posto dell'amico. Alex inizia ad uscire con un altro ragazzo, ma si rende conto di non sentirsi ancora pronta. Joey e Alex, entrambi alle prese con la propria delusione amorosa finiscono per baciarsi. Howard nel tentativo di aiutare Joey a non essere eliminato, fraintende il senso della votazione e quindi candida Joey come personaggio da eliminare.
- Ascolti USA: telespettatori 8 560 000[23]